# Strijkkwartet Große Fuge (Beethoven)
De Große Fuge (opus 133) is een eendelige compositie voor strijkkwartet van Ludwig van Beethoven, aanvankelijk gecomponeerd als laatste deel van het strijkkwartet nr. 13 (opus 130), maar later afzonderlijk uitgegeven als zelfstandige compositie.

## Ontstaan
Beethoven componeerde oorspronkelijk de imposante fuga als het slotdeel van zijn strijkkwartet nr. 13. De fuga vergde zoveel van de musici en was zo onpopulair bij het publiek, dat Beethovens uitgever Matthias Artaria er bij hem op aandrong een nieuwe finale te schrijven. Beethoven, berucht vanwege zijn koppige persoonlijkheid en onverschilligheid voor de publieke mening en smaak, voldeed ditmaal aan het verzoek van de uitgever en publiceerde de fuga onder een apart opusnummer 133. Hij schreef toen een aanzienlijk eenvoudiger finale. Tegenwoordig wordt bij een uitvoering ofwel de fuga, ofwel de vervangende finale gespeeld.
Het stuk stelt technisch extreme eisen aan de musici, maar is ook mentaal een moeilijk te begrijpen stuk door zijn meedogenloze en in zichzelf besloten karakter. Beethoven gaf het werk een motto mee: "tantôt libre, tantôt récherchée", op te vatten als: evenzeer vrij als gekunsteld(?), wat zowel op de (technische) vorm als de (mentale) inhoud kan slaan. De vereniging van vrijheid en wetmatigheid.
Toen het strijkkwartet nr. 13 (met fuga toen nog) voor het eerst werd uitgevoerd vroeg het publiek om een herhaling van alleen de twee middendelen van het kwartet. Beethoven, woedend, zou gegromd hebben: "En waarom herhalen zij de fuga niet? Alleen dat hadden ze moeten herhalen! Vee! Ezels!"
De meeste 19e-eeuwse critici verwierpen het werk. Louis Spohr noemde het - in één adem met de rest van Beethovens late werk - een "onontcijferbare, ongecorrigeerde verschrikking". De achting bij de critici voor dit werk is echter toegenomen sinds het begin van de 20e eeuw. Men ziet het als een van Beethovens grootste composities. Igor Stravinsky zei er over: " … een absoluut hedendaags muziekstuk, dat ook altijd hedendaags zal blijven."

## Analyse

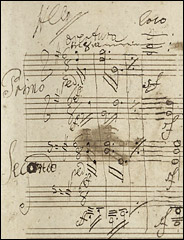
Manuscript van de Große Fuge.

Het werk heeft twee subjecten met variaties, verenigd door een leidend thema, het contra-subject van de eerste fuga, dat als subject wordt gebruikt voor de tweede fuga. Hoewel het werk complex is gestructureerd en er tientallen, onderling strijdige analyses van bestaan, kunnen zes hoofdonderdelen worden onderscheiden met elk een onderscheiden opbouw:
I. Introductie
Een Overtura van 24 maten, in verwante toonsoorten die leiden naar de dominant van het hoofdsubject in zijn vier aspecten:
1. als contra-subject van de eerste fuga,
2. in het ritme van de tweede fuga,
3. in de vorm van de tweede fuga,
4. begeleid door het ritme van het contra-subject van de tweede fuga.

Dit hoofdthema G-Gis-F’-E’, sterk verwant aan het openingsthema van het strijkkwartet nr. 15, is het zaadje waaruit het hele werk groeit.
II. Eerste fuga, met drie variaties
1. Invoering van het contra-subject op zichzelf. Expositie van de fuga volgens de gebruikelijke regels in vier invallen (S.A.S.A.[3]). Het basisthema wordt gekenmerkt door het (toon)bereik van zijn melodische interval. Terugkeer van het subject in deel 1 leidt naar de:
2. Eerste variatie, die bestaat uit het subject (S.A.) in de subdominant, gekoppeld aan een nieuw trioolritme. De episode is gebaseerd op de eerste frase van het subject. Net als boven is de terugkeer van het thema slechts deels, en deze keer als antwoord, niet als subject, en leidt via de invoer van het antwoord, getransformeerd, naar een expositie van het antwoord in de betreffende toonsoort. Episode in het ritme van het subject.
3. Tweede variatie in de grondtoon Bes. Een expositie (S.A.) met een nieuw ritmisch patroon van zestienden. Episode in het ritme van het subject, begeleid door patroon van zestienden.
4. Derde variatie. Expositie in de oorspronkelijke toonsoort (S.A.S.A.). Het subject wordt gevarieerd door het triolisch ritme te lenen. Als in voorgaande secties keert het subject slechts deels terug en leidt tot de:

III. Tweede fuga, ook met drie variaties
1. Het nieuwe contra-subject wordt in Des eerst op zichzelf ingevoerd, net als in de eerste fuga; het wordt gevormd op basis van het basisthema dat in de introductie in een ritme werd aangekondigd. Expositie (S.A.S.A.) waarin het nieuwe subject het contra-subject is van de voorgaande fuga. Episode eerst gebaseerd op het antwoord in canon, daarna op de doorwerkking van het subject. Doorwerking van het contra-subject, die leidt tot:
2. Eerste variatie in Bes, de leidende toonsoort. Expositie (S.A.) van de tweede fuga, in een ritme die in de introductie werd aangekondigd. Episode gebaseerd op het subject in dit ritme. Herhaling van de expositie van de eerste fuga, maar hier in twee secties, gebaseerd op het subject en leidend naar de:
3. Tweede variatie in A. Expositie (S.A.) van het subject door augmentatie op het omgekeerde subject, in het ritme van de eerste variatie.
4. Derde variatie. Divertimento van het subject door diminutie met veel modulatie.

IV. Ontwikkeling van de twee fuga's in drie secties
1. Divertimento van het figuur van het leidende subject.
2. Divertimento van het eerste subject en het begin van het tweede.
3. Divertimento van het tweede subject in gelijke en tegengestelde beweging, met het tweede contra-subject en het ritme van het eerste, leidend tot de:

V. Herhaalde expositie in de basistoonsoort
1. Herhaalde expositie en herhaling van de eerste variatie van de tweede fuga.
2. Doorwerking van de tweede fuga.

VI. Conclusie in Bes groot, de basistoonsoort
1. Evocatie van de eerste fuga door zijn subject.
2. Subject van de tweede fuga.
3. Recapitulatie, gebaseerd op het eerste subject in zijn gewone vorm, met de tweede augmentatie met het triolen ritme van de eerste fuga.
4. Afsluitende maten met een massieve invoering van het basisthema.

## Piano-arrangement op. 134

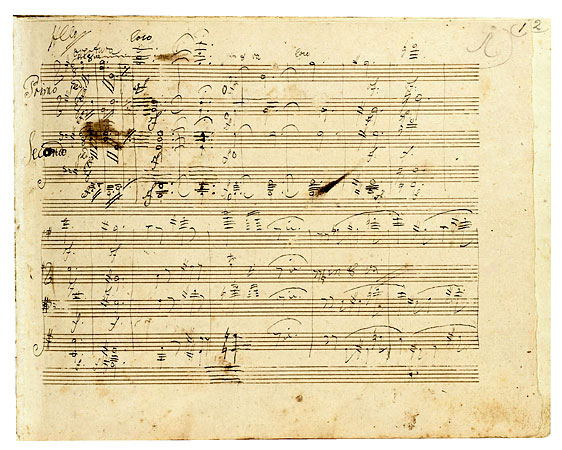
Manuscript van het piano-arrangement, Juilliard Manuscript Collection.

Toen Beethoven de finale losmaakte van het kwartet, wilde hij, zoals in die tijd gebruikelijk, een arrangement voor piano à quatre mains hebben voor gebruik in de huiskamer. Gewoonlijk werden zulke bewerkingen aan derden uitbesteed door de uitgever. Beethoven had in dit geval zelf de pianist Anton Halm gevraagd, maar was zo ontevreden over het resultaat, dat hij zelf deze bewerking heeft gemaakt. Het piano-arrangement van de Große Fuge werd twee maanden na zijn dood uitgegeven door Matthias Artaria als op. 134, tegelijk met de kwartetversie op. 133 en de nieuwe versie van op. 130.
Op 13 oktober 2005 berichtte The New York Times dat een origineel manuscript van Beethoven uit 1826 met de titel Große Fuge gevonden was in juli 2005 door een bibliothecaris aan het Palmer Theological Seminary in Wynnewood (Pennsylvania). Deze autograaf van op. 134, het arrangement voor piano à quatre mains, werd voor bijna twee miljoen dollar geveild en ter beschikking gesteld aan de Juilliard School of Music.